# Zgrada HKD Napredak u Sarajevu
Zgrada Hrvatskog kulturnog društva Napredak, popularno Napretkova palača je građevina u Sarajevu. Nalazi se na adresi Ulica Maršala Tita 56.
Na pročelju secesijske zgrade ističe se hrvatski grb i natpis NAPREDAK. Smatra se da je to jedna od najljepših sarajevskih građevina nastalih za vrijeme austro-ugarske vladavine. 
Zgrada se sastoji od triju zgrada. Prednja je trokatna monumentalna zgrada koja se nalazi do ulice, uklopljena između palača Finci i Salom (također nacionalni spomenik BiH, od 2008.). U prizemlju se nalaze poslovni prostori i prolaz u dvorišni dio zgrade. Drugi dio zgrade je dvorana namijenjena kazališnim predstavama i kinu. Treći dio zgrade je stambena četverokatnica. Danas je u njoj kazalište Kamerni teatar 55 i slastičarnica. Na pročelju su dvije skulpture: Prosvjeta i Snaga, djelo Roberta Frangeša Mihanovića. Na krovu se nalazi skulptura Croatia.

## Povijest
HKD Napredak, kulturna udruga bosanskohercegovačkih Hrvata odlučila je napraviti svoj Zakladni dom. Projekt za ovu zgradu napravljen je 1911. godine. Projekt je napravio arhitekt Dionis Sunko, koji je ugled u građevinarskom svijetu stekao dvije godine prije projektom zgrade Prve hrvatske štedionice u Osijeku.
Impresivna zgrada je građena 1912. i 1913. godine. U svrhu namicanja novih sredstava i vođenja poslova oko izgradnje Zakladnog doma izabran je odbor u sastavu: Ante Tandarić, Anto Alaupović, Mijo Vučak, Ivan Renđec, Ljudevit Dvorniković, Nikola Krešić, Albert Draganić, Jozo Udovčić, Matej Kakarigi, Ivan Budimir, Dane Cvitković, Petar Maričić i Nikola Palandžić (vidi sliku). 
Danas je ta zgrada na privremenom popisu spomenika Bosne i Hercegovine.

## Vanjske poveznice
- (bošnjački) Povjerenstvo za očuvanje nacionalnih spomenika  Arhivirana inačica izvorne stranice od 5. ožujka 2016. (Wayback Machine)